# Joe Holland
Joseph Burnett "Joe" Holland Sr. (Benton, Kentucky, 26 de septiembre de 1925-Charleston, Virginia Occidental, 18 de septiembre de 2010) fue un jugador de baloncesto estadounidense que disputó tres temporadas en la NBA. Con 1,93 metros de estatura, jugaba en la posición de alero.

## Trayectoria deportiva

### Universidad
Jugó durante tres temporadas con los Wildcats de la Universidad de Kentucky, en la época de los denominados Fabulous Five, en las que promedió 4,8 puntos por partido. Ganaron el Torneo de la NCAA en 1948, tras derrotar a Baylor en la final por 77-59, Dos años antes ya habían conseguido ganar el NIT derrotando en la final a Rhode Island. En 1947 fue incluido en el mejor quinteto de la Southeastern Conference.

### Profesional
Fue elegido en el Draft de la NBA de 1948 por los Baltimore Bullets, pero acabó fichando al año siguiente por los Indianapolis Olympians, donde se uniría a sus excompañeros de los Wildcats Alex Groza, Cliff Barker, Ralph Beard y Wallace "Wah Wah" Jones, en la única ocasión en toda la historia de la NBA en la que cinco jugadores procedentes de la misma universidad llegaron a jugar juntos. Allí jugó tres temporadas, siendo la más destacada la 1950-51, en la que promedió 7,0 puntos y 5,1 rebotes por partido.

## Estadísticas de su carrera en la NBA

### Temporada regular
| Temporada | Edad | Equipo                 | Liga | P   | TIT | MIN  | TC  | TCA | %TC  | 3P | 3PA | %3P | TL  | TLA | %TL  | R.OF. | R.DEF. | REB | ASIS | ROB | TAP | PER | FP  | PTS |
| 1949-50   | 24   | Indianapolis Olympians | NBA  | 64  |     |      | 2.3 | 7.1 | .320 |    |     |     | 1.5 | 2.2 | .690 |       |        |     | 2.0  |     |     |     | 3.4 | 6.1 |
| 1950-51   | 25   | Indianapolis Olympians | NBA  | 67  |     |      | 2.9 | 8.9 | .330 |    |     |     | 1.2 | 2.0 | .569 |       |        | 5.1 | 2.2  |     |     |     | 3.4 | 7.0 |
| 1951-52   | 26   | Indianapolis Olympians | NBA  | 55  |     | 13.4 | 1.7 | 4.8 | .351 |    |     |     | 0.7 | 1.3 | .580 |       |        | 3.0 | 0.9  |     |     |     | 1.6 | 4.1 |
| Total     |      |                        | NBA  | 186 |     | 13.4 | 2.3 | 7.1 | .331 |    |     |     | 1.2 | 1.9 | .621 |       |        | 4.2 | 1.8  |     |     |     | 2.9 | 5.8 |

### Playoffs
| Temporada | Edad | Equipo                 | Liga | P  | MIN | TCA | TC | 3PA | 3P | TLA | TL | R.OF. | REB | ASIS | ROB | TAP | PER | FP | PTS | %TC  | %3P | %FT  | MIN | PTS  | REB | AST |
| 1949-50   | 24   | Indianapolis Olympians | NBA  | 6  |     | 21  | 61 |     |    | 6   | 15 |       |     | 15   |     |     |     | 29 | 48  | .344 |     | .400 |     | 8.0  |     | 2.5 |
| 1950-51   | 25   | Indianapolis Olympians | NBA  | 3  |     | 17  | 36 |     |    | 1   | 4  |       | 12  | 11   |     |     |     | 10 | 35  | .472 |     | .250 |     | 11.7 | 4.0 | 3.7 |
| 1951-52   | 26   | Indianapolis Olympians | NBA  | 1  | 1   | 0   | 0  |     |    | 0   | 0  |       | 0   | 0    |     |     |     | 0  | 0   |      |     |      | 1.0 | 0.0  | 0.0 | 0.0 |
| Total     |      |                        | NBA  | 10 | 1   | 38  | 97 |     |    | 7   | 19 |       | 12  | 26   |     |     |     | 39 | 83  | .392 |     | .368 | 1.0 | 8.3  | 3.0 | 2.6 |